# Indo-Europese godentrias
De Indo-Europese godentrias is een concept dat is ontwikkeld door de Franse mytholoog en taalkundige Georges Dumézil. Hij zag gelijkenissen tussen de oud-Romeinse trias Jupiter-Mars-Quirinus en onder andere de Umbrische trias Jupiter-Mars-Vofionus van de tabulae Iguvinae. Deze Indo-Europese godentrias meende hij ook aan te treffen in de religies van de Grieken, Kelten, Indo-Iraniërs, Baltische volkeren, Germanen en Slavische volkeren.
De Indo-Europese godentrias zou de drie maatschappelijke lagen van de Indo-Europese maatschappij vertegenwoordigen:
1. De heersende klasse (de priesterlijke of soevereine functie): hiervan is de hemelgod de patroon, zoals Jupiter (Rome, Umbrië), Varuna (Indo-Iran) en Odin (Germanië). Zijn beschermelingen waren de hogere priesters (en eventueel de koning), zoals flamines en rex (Rome), druïden (Gallië), brahmanen (Indo-Iran).
2. De krijgersklasse (de krijgsfunctie): hiervan is de oorlogsgod de patroon die meestal op de aarde leeft, zoals Mars (Rome, Umbrië) en Tyr (Germanië). Zijn beschermelingen waren de milites en de imperiumhouder (oorspronkelijk: rex) (Rome), strijders en koningen (Gallië), Kshattriya (Indo-Iran).
3. De boerenklasse (de vruchtbaarheidsfunctie): hiervan is een vruchtbaarheidsgod de patroon, die op de aarde leeft, zoals Quirinus (Rome). Zijn beschermelingen waren de krijgers, handelaars en alle andere burgers Quirites (Rome), burgers (Gallië), Vaishya (Indo-Iran).

Deze godentrias lijkt in veel Indo-Europese culturen voor te komen. De oud-Romeinse godentrias zou echter in de Etruskische periode (eind 6e eeuw v.Chr.) vervangen worden door de Capitolijns-Etruskische trias Jupiter-Juno-Minerva (naar analogie met de Etruskische trias Tinia-Uni-Menrva) en dus niet langer Indo-Europees zijn.
Er is - vooral na de dood van Dumézil - veel kritiek gekomen op de Indo-Europese godentrias, vooral wegens het feit dat Dumézil deze stelling overal wilde inpassen, zelfs al ging dit niet zo goed. Toch blijft de kern van zijn stelling over de Indo-Europese godentrias goed overeind en lijkt er minstens een grond van waarheid in te schuilen. Bij extensie is er op de achtergrond van meerdere mythologieën tot op zekere hoogte overeenkomst in goden en waardenhiërarchieën naspeurbaar.